# Натурщицы (картина Сёра)
«Натурщицы» (фр. Les Poseuses) — картина французского художника Жоржа Сёра, написанная между 1886 и 1888 годами. Входит в коллекцию Фонда Барнса в Филадельфии. Картина была впервые выставлена на четвёртом Салоне Независимых весной 1888 года.
Полотно, третье из шести основных работ Сёра, было ответом критикам, которые считали технику Сёра низшей из-за того, что она холодна и неспособна отображать жизнь. В ответ художник изобразил одну и ту же модель обнажённой в трёх разных позах. Слева на стене студии — часть ранней картины Сёра 1884—1886 годов «Воскресный день на острове Гранд-Жатт». Картина считается этапной в творчестве Сёра благодаря демонстрации новой в то время пуантилистской техники.

## Жорж-Пьер Сёра
Жорж-Пьер Сёра был третьим ребёнком Эрнестины Февр и Антуана-Кризостома Сёра. Он родился в Париже 2 декабря 1859 года в буржуазной семье. В 1878 году поступил в Школу изящных искусств. Затем учился у Анри Лемана. Наряду с такими художниками, как Поль Синьяк, Альбер Дюбуа-Пийе и Одилон Редон, отвечал за Салон Независимых, который они создали в качестве альтернативы спонсируемым государством выставкам Парижского салона.
Сёра наиболее известен своим произведением «Воскресный полдень на острове Гранд-Жатт» 1884 года, которое было показано в 1886 году на последней выставке импрессионистов, а затем выставлено в Салоне независимых. Картина считается началом неоимпрессионистского движения. Сёра также хвалят за его технику пуантилизма, которая почти научным образом разбивает поверхность полотна на цветные точки, которые сливаются вместе, если смотреть издалека.

## Техника картины
«Натурщицы» — яркий пример пуантилизма, который представляет собой рисование серии цветных точек, в сумме составляющих изображение. Американский историк искусства Норма Броуд в Art Bulletin сравнивала пуантилизм с фотопечатью во Франции 1880-х годов. Хотя это и не одно и то же, есть большое сходство в результатах, учитывая особую важность теории цвета и скрупулёзное планирование нанесения краски в пуантилизме. В своих работах Сёра использовал подход к воспроизведению яркости и тонов, встречающихся в природе. Вера Сёра в науку о цвете, использование ярких цветов и механические мазки кисти характерны для неоимпрессионизма.

## Сюжет и описание
Картина «Натурщицы», написанная между 1886 и 1888 годами, стала ответом Сёра на критику его картины «Воскресный день на острове Гранд-Жатт». Критики в то время утверждали, что картина не изображает фигуры с достаточной реалистичностью. «Натурщицы» иногда интерпретировали как ответ на эту критику, и включение в композицию «Воскресного полудня на острове Гранд-Жатт» служило связующим звеном между работами. Включение более раннего холста в картину также помогает понять, что модели изображены в студийной обстановке.
Les Poseuses примерно переводится как «позёры» и перевод названия как «Натурщицы» или «Модели» скрывает его первоначальное значение. Название «позёры» контрастирует с сюжетом картины, где модели выглядят не при исполнении служебных обязанностей, а не в процессе позирования. Сёра рисовал фигуры, не идеализируя их. Показывая банальные реалии их работы в качестве моделей, он усиливает ощущение реальности. Они не музы, а женщины, которые зарабатывают деньги. Предполагается, что такой подход усложняет традиционный способ объективизации женщин в живописи.

Этюды к «Натурщицам» (Музей Орсе, Париж)
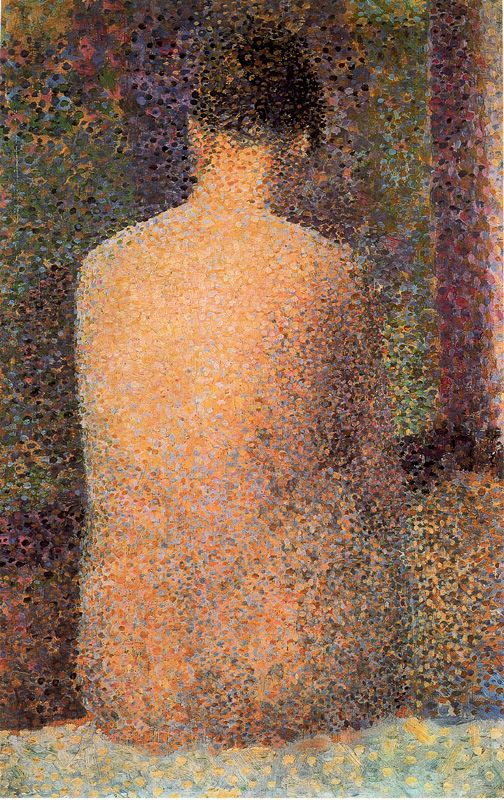
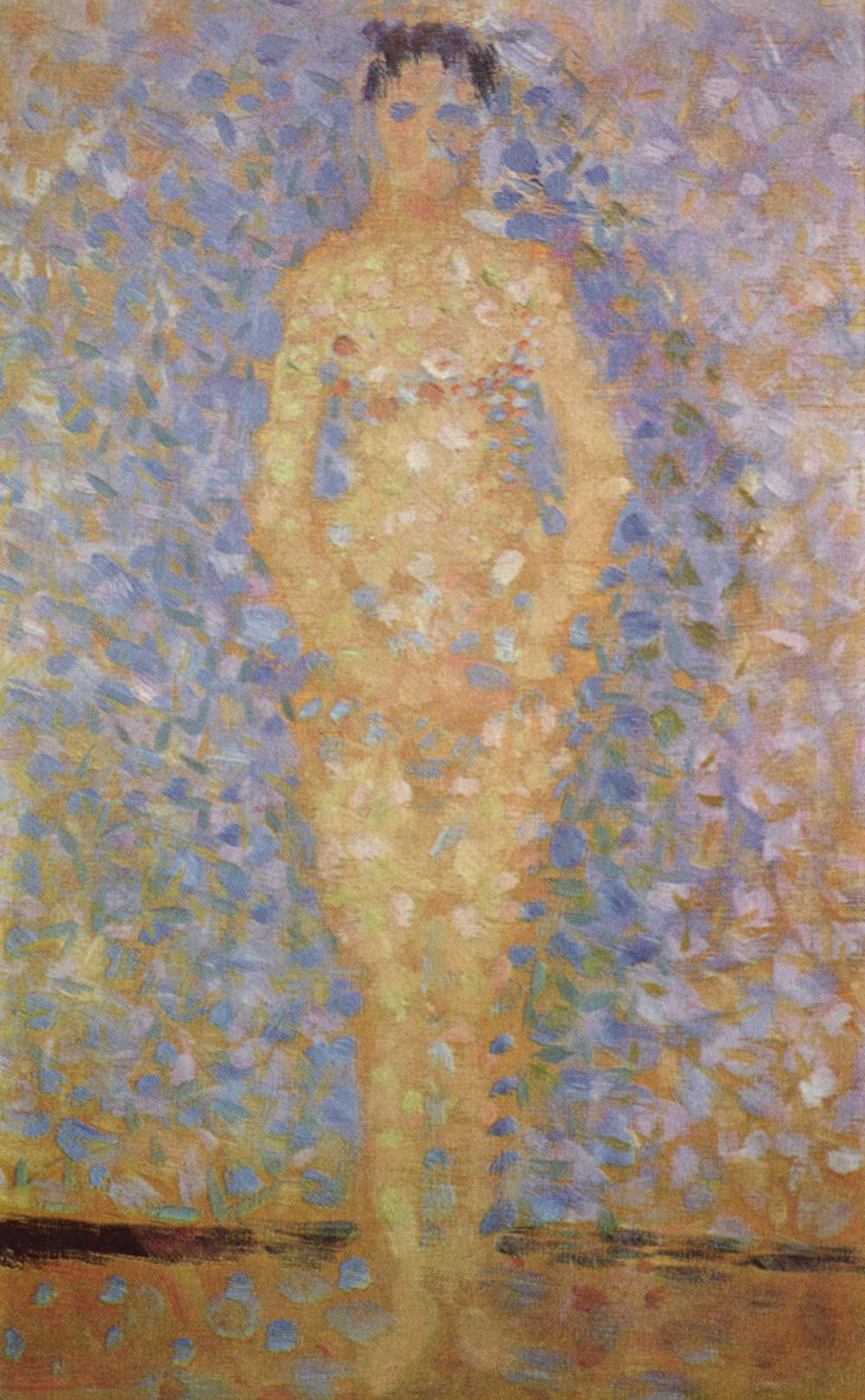
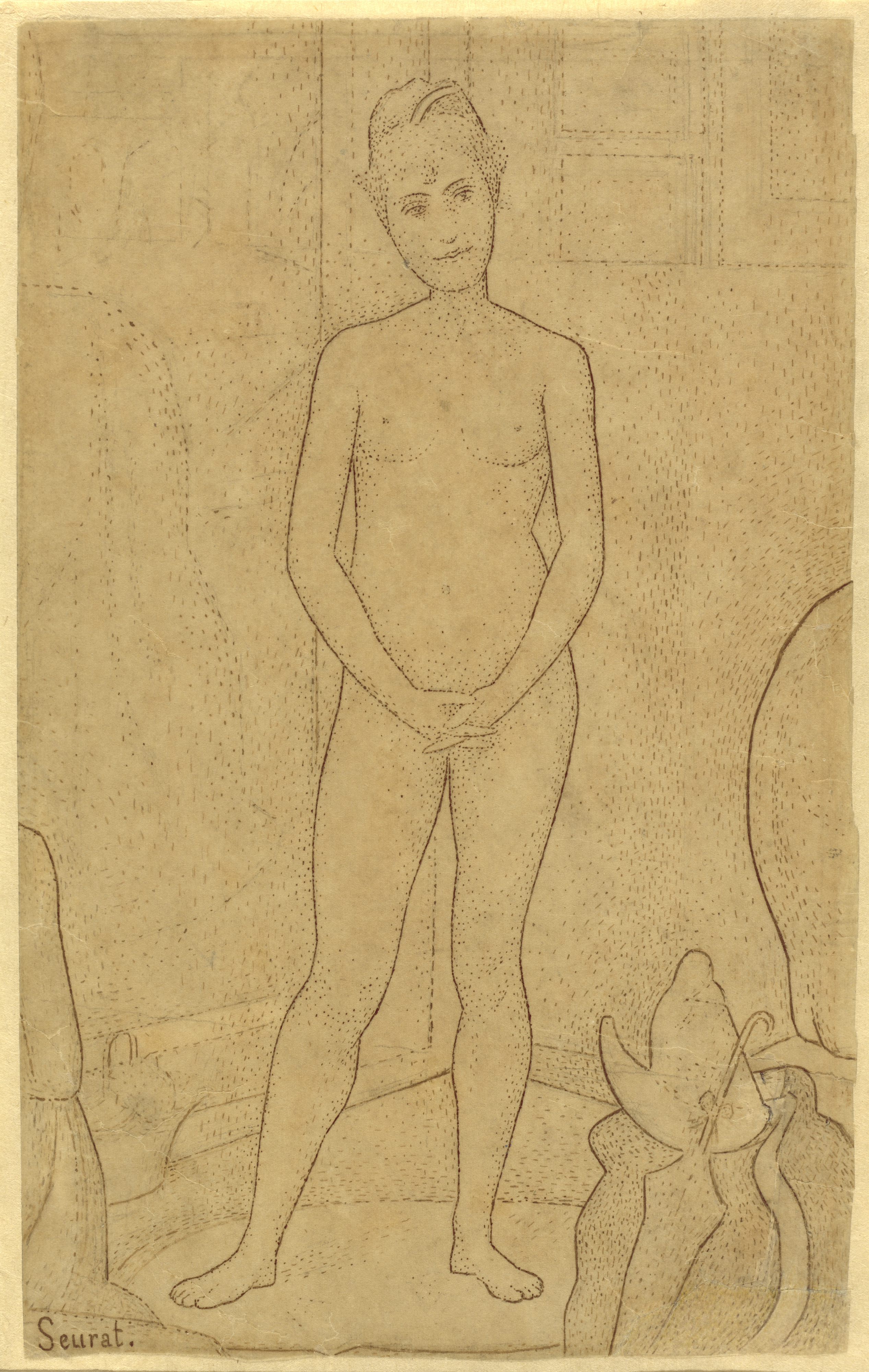
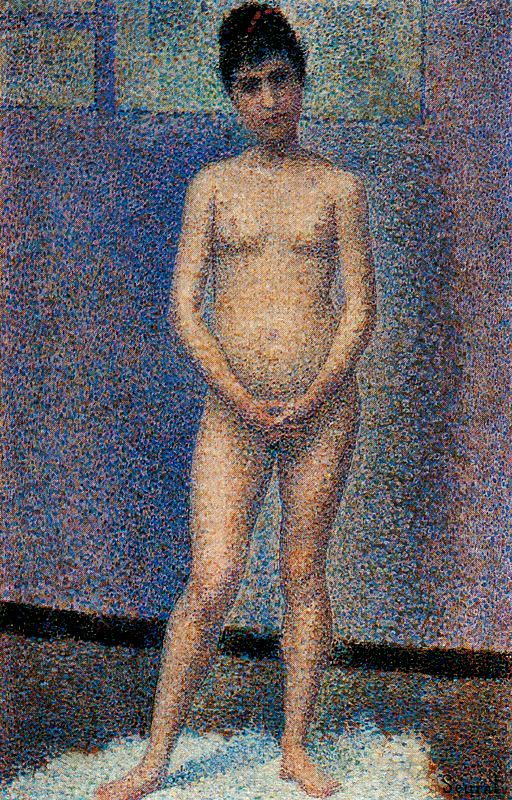
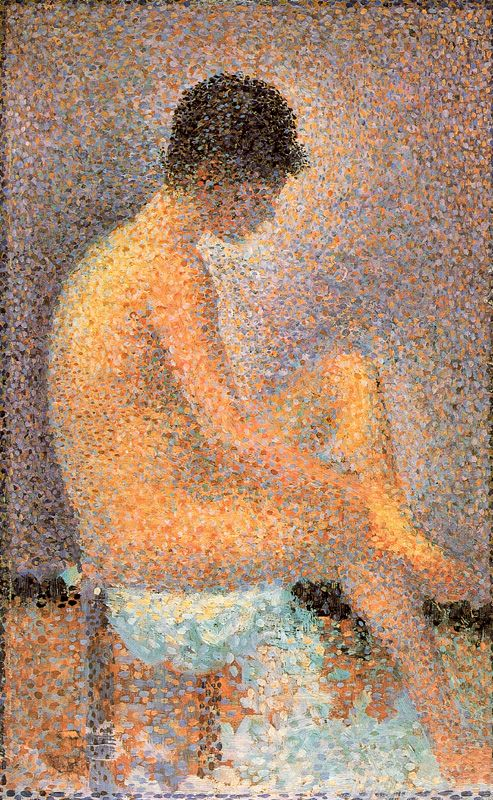

## История
Сёра написал две версии картины. Ме́ньшая из двух больше соответствует технике дивизионизма, изобретённой Сёра и одобренной специалистами Сёра. Эта версия находилась на обложке каталога выставки Сёра 1991 года в Метрополитен-музее. Хотя картина когда-то принадлежала купцу Хайнцу Берггрюну, теперь она входит в коллекцию Пола Аллена. В ноябре 2022 года на аукционе Christie`s картина была продана за 149,24 миллиона долларов.
В 1947 году при распродаже коллекции Феликса Фенеона, одного из первых спонсоров и пропагандистов Сёра, Франция приобрела этюды к картине, которые сейчас находятся в Музее д’Орсе.
Большой размер картины также бросал вызов давним традициям истории искусств. В академической живописи большие холсты обычно предназначались для исторических картин, которые стремились изобразить мифологические, религиозные или исторические сцены и события.